# Heidi Deneys
Heidi Deneys, née Oppliger le 25 mai 1937 à Saint-Imier, et morte le 21 novembre 2014 à La Chaux-de-Fonds, originaire de Röthenbach im Emmental, est une personnalité politique suisse, membre du Parti socialiste.

## Biographie
Heidi Deneys grandit au Mont-Soleil, dans une famille d'agriculteurs. Après son baccalauréat, elle se tourne vers les sciences sociales, qu'elle étudie à l'Université de Neuchâtel. Elle vit notamment en Tunisie puis au Niger.
Elle est membre de la Nouvelle Gauche socialiste, puis, comme nombre de ses membres, adhère après sa dissolution au Parti socialiste. Elle est la première femme à la tête du PS neuchâtelois, présidence qu'elle assure de 1972 à 1976. Elle siège au Conseil général de La Chaux-de-Fonds entre 1972 à 1976, est députée au Grand Conseil de 1973 à 1981 - puis de 1989 à 2001. Candidate au Conseil national pour le canton de Neuchâtel en 1971, puis en 1975, elle remplace Rémy Schläppy en cours de législature, le 28 novembre 1977. Elle est réélue en 1979 et en 1983, et siège jusqu’au 29 novembre 1987. Cette année-là, elle se présente sur la liste socialiste au Conseil des États, mais échoue à repourvoir le siège occupé jusqu’alors par René Meylan. Elle se représente encore en 1999 aux côtés de Jean Studer, mais c'est son colistier qui est élu.
Ses autres engagements sont dans la vie associative (lutte contre le sida, AVIVO).